# Waisale Serevi
Waisale Tikoisolomoni Serevi (Suva, 20 de mayo de 1968) es un exjugador fiyiano de rugby y en la modalidad rugby 7.
Serevi es más notable en el rugby 7; con Fiyi Sevens se consagró campeón del Mundo en dos oportunidades y por esto es considerado como uno de los mejores jugadores en la modalidad de la historia. Desde 2013 es miembro del Salón de la Fama de la World Rugby.

## Selección nacional
Debutó en los Flying Fijians por primera vez en 1989 y jugó con ellos hasta 2003. En total jugó 39 partidos y marcó 376 puntos.

### Participaciones en Copas del Mundo
Disputó tres Copas del Mundo: Inglaterra 1991, Gales 1999 y Australia 2003 donde se retiró de la selección.
| Mundial                       | Sede       | Resultado        | PJ | Pts |
| ----------------------------- | ---------- | ---------------- | -- | --- |
| Copa Mundial de Rugby de 1991 | Inglaterra | Primera fase     | 2  | 3   |
| Copa Mundial de Rugby de 1999 | Gales      | Octavos de final | 3  | 25  |
| Copa Mundial de Rugby de 2003 | Australia  | Primera fase     | 2  | 0   |

## Rugby 7
Su representativa carrera empezó en 1990 cuando jugaba para Fiji en el Seven de Hong Kong. Con la excepción de 2001, 2003 y 2004 ha jugado en Hong Kong todos los años.

### Juegos de la Mancomunidad
Él obtuvo la medalla de plata en los Juegos de la Mancomunidad de Kuala Lumpur 1998 y Mánchester 2002, y el bronce en Melbourne 2006.

### Circuito Mundial de Seven
Serevi ha jugado la Serie Mundial de Rugby 7 desde que se creó en 1999. No pudo ganar el circuito.

### Participación en Mundiales Seven
Serevi ha jugado también la Copa del Mundo de Rugby 7 de Edimburgo 1993; derrotados en semifinales por Inglaterra Sevens, Hong Kong 1997; campeones, Mar del Plata 2001; derrotados en semifinales por Australia Sevens y Hong Kong 2005; campeones.

## Palmarés
- Campeón del Seven de Hong Kong de 1990, 1991, 1992, 1998 y 1999.